# Window Horses
Window Horses: The Poetic Persian Epiphany of Rosie Ming es una película animada canadiense de 2016 escrita y dirigida por Ann Marie Fleming (a veces escrita como Window Horses sin subtítulo) y una novela gráfica de Fleming, Window Horses: The Poetic Epiphany of Rosie Ming.
Los fondos para la película se recaudaron a través de una campaña de Indiegogo, que acumuló más de 80,000 dólares en 50 días, de 730 colaboradores en 28 países. La película fue coproducida por Stickgirl Productions de Fleming, Sandra Oh y el National Film Board of Canada.
Se estrenó en el Festival Internacional de Cine de Animación de Annecy de 2016, y en el Festival Internacional de Cine de Toronto del mismo año.

## Sinopsis
Rosie Ming vive en Vancouver con Gloria y Stephen, sus abuelos maternos de ascendencia china. Su padre era iraní y madre china, y decide viajar a Shiraz, Irán para participar en un festival de poesía. Allí conoce a poetas persas, quienes le cuentan historias que le permiten confrontar su pasado, al padre que la abandonó y la naturaleza de la poesía. Entre los poetas, Rosie se reúne en el festival se encuentran el embajador cultural del festival Mehrnaz, el poeta chino Di Di y el poeta alemán Dietmar.

## Creación
En el contenido de la película participaron multitud de artistas con poesías, canciones y  estilos visuales combinados en una gran cantidad de estilos culturales, con múltiples estilos de animación con el mismo objetivo. El animador y diseñador principal de Window Horses es Kavin Langdale.

## Directores invitados
- El poema de Rosie - Janet Perlman
- Historia de Irán – Sadaf Amini
- Historia de Hafiz – Bahram Javaheri
- Bani Adam – Dominique Doktor, Shira Avni (consultora)
- El poema de Taylor Mali - Elissa Chee
- Poema de Dietmar - Michael Mann
- Poema Hafiz - Jody Kramer
- Poema de la vaca – Kunal Sen
- Masnevi-Louise Johnson
- Poema Rumi – Lillian Chan

## Poemas
- "I need to know..." (Necesito saber...) de Ann Marie Fleming.
- "Cow Poem" de Ann Marie Fleming.
- "Horse" de Ann Marie Fleming
- "Mah" de Sean Yangzhan
- "Bani Adaam" de Abu-Muhammad Muslih al-Din bin Abdallah Shirazi (Saadi), adaptación al inglés de Ann Marie Fleming.
- "We Should Talk About This Problem"(Deberíamos hablar de este problema) de Daniel Ladinsky.
- "The Moon Exactly How it is Tonight" de Taylor Mali.
- "Masnevi" de Mowlana Jalal-e-Din Mohammad Molavi Rumi (Rumi).
- "do you know what this lute music tells you?(¿Sabes lo que te dice esta música de laúd?)" por Mowlana Jalal-e-Din Mohammad Molavi Rumi (Rumi).
- "Now that I am with you (Ahora que estoy contigo)" por Mowlana Jalal-e-Din Mohammad Molavi Rumi (Rumi).

## Reparto
- Sandra Oh como Rosie
- Nancy Kwan como Gloria
- Shohreh Aghdashloo como Mehrnaz
- Camyar Chaichian como Ciro
- Navid Negahban como Mehran
- Omid Abtahi como Ramin
- Página de Elliot como Kelly
- Don McKellar como Dietmar
- Kristen Thomson como Carolina
- Jun (James) Zhu como Di Di
- Panta Mosleh como Shahrzad
- Eddy Ko como Stephen
- Peyman Moaadi como Payman

### Premios
En octubre de 2016, Window Horses recibió el premio a la mejor película de Columbia Británica y el premio a la mejor película canadiense en la gala BC Spotlight del Festival Internacional de Cine de Vancouver, así como el premio del jurado en el Festival Internacional de Animación de Bucheon. En noviembre, recibió el Premio Centenario a la Mejor Película o Video Canadiense en el Festival Internacional de Cine Asiático Reel de Toronto. El 7 de diciembre de 2016, la película fue incluida en la lista anual Top 10 de Canadá del Festival Internacional de Cine de Toronto. Window Horses recibió el premio del público en el Festival Internacional de Animación Animasyros de 2016 y fue nombrada Mejor Película por la Asociación Canadiense de Críticos de Cine en Línea. Más recientemente, Window Horses recibió el Premio de Derechos Humanos en el Festival Internacional de Cine RiverRun de 2017 y el Mejor Largometraje de Animación en los Premios de Pantalla de Asia Pacífico de 2017. 